# Relações exteriores do Benim
Depois de assumir o poder em 1972, Major Mathieu Kérékou declarou Daomé um estado marxista-leninista e buscou o apoio financeiro dos governos comunistas na Europa Oriental e Ásia. TA distância do estado moderno do seu passado colonial, o país tornou-se a República Popular do Benim em 1975. No entanto, Benin abandonou a ideologia socialista em 1989, sob a pressão dos credores e as agitações domésticas relacionadas a dificuldades econômicas.
Nos últimos anos, o Benim fortaleceu os laços com França, o antigo poder colonial, bem como os Estados Unidos e as principais instituições de crédito internacionais. O Benim também adotou um papel de mediação nas crises políticas na Libéria, Guiné-Bissau e Togo e forneceu um contributo para a força às Nações Unidas no Haiti , todos os quais foram indícios da crescente confiança do país na comunidade internacional. Alguns dos aliados do Benim são França, Índia, EUA, Reino Unido, Holanda, Gana, China

## Relações bilaterais

### Armênia
Ambos os países estabeleceram relações diplomáticas em 2 de agosto de 2007.

### Burkina Faso
Em Setembro de 2007, a Comunidade Económica dos Estados da África Ocidental (CEDEAO) interveio para tentar resolver a disputa em duas aldeias ao longo da fronteira Benin-Burkina Faso que permanecem de uma decisão 2005 da CIJ.

### Níger
Apesar da recorrência ocasional de um conflito fronteiriço sobre a Ilha de Lete no rio Níger, Benin e Níger, ambos ex-sujeitos franceses da África Ocidental francesa, as relações estão próximas. O Níger depende do porto de Cotonou e, em menor grau, de Lomé (Togo) e de Port Harcourt (Nigéria), como principal rota para o comércio no exterior. O Níger opera uma estação da Autoridade Portuária do Nigéria, bem como escritórios alfandegários e fiscais em uma seção do porto de Cotonou, para que as importações e exportações possam ser diretamente transportadas entre a Gaya e o porto. As minas francesas de urânio em Arlit, que produzem as maiores exportações do Níger por valor, viajam por este porto para a França ou para o mercado mundial.

### Nigéria
Benim goza de relações estáveis com a Nigéria, o principal poder regional. Na verdade, o Benim depende da Nigéria para a maior parte da sua exportação. Sua economia baseia-se principalmente no comércio informal com a Nigéria.

### Rússia
A Rússia tem embaixada em Cotonou, e Benim tem embaixada em Moscow.

### Coreia do Sul
O estabelecimento de relações diplomáticas entre a República da Coreia e a República de Benim é de 1 de agosto de 1961 e o número de sul-coreanos que vivem no Benin em (2011): 15.

### Estados Unidos
As duas nações tiveram uma excelente história de relações nos anos desde que o Benim abraçou a democracia. O governo dos Estados Unidos continua a ajudar o Benim com a melhoria dos padrões de vida que são fundamentais para o sucesso final do experimento de Benim com o governo democrático e a liberalização econômica e são consistentes com os valores dos EUA e o interesse nacional em reduzir a pobreza e promover o crescimento. A maior parte do esforço dos EUA em apoio à consolidação da democracia no Benim é focada no desenvolvimento de recursos humanos de longo prazo através de Agência dos Estados Unidos para o Desenvolvimento Internacional (USAID).

## Questões Transnacionais

### Disputas
Em setembro de 2007, Comunidade Económica dos Estados da África Ocidental (ECOWAS) interveio para tentar resolver a disputa em duas aldeias ao longo da fronteira Benim-Burkina Faso que permanece de 2005ICJ muito da fronteira Benin-Níger, incluindo tripoint com Nigéria, permanece sem marca; em 2005, Nigéria cedeu treze aldeias a Benim, mas as relações de fronteira continuam tensas por confrontos rivais entre bandos; continuam as negociações entre Benin e Togo no financiamento da represa hidrelétrica de Adjrala no rio Mona.

### Refugiados
Refugiados (país de origem): 9,444 (Togo) (2007)

### Drogas ilícitas
Ponto de transbordo utilizado pelos traficantes de cocaína destinados à Europa Ocidental; vulneráveis à lavagem de dinheiro  devido a regulamentos financeiros pouco cumpridos (2008)